# علاءالدین اتسز
علاءالدین اتسز قزل‌ارسلان بن محمد دومین پادشاه خوارزم پس از پدرش قطب‌الدین محمد بود. وی از سال ۱۱۲۷ تا ۱۱۵۶ میلادی پادشاهی نمود.

## شخصیت
قطب الدین محمد در سال ۴۹۲ قمری صاحب فرزند پسری به نام اتسز شد. اتسز نیز مانند پدر، مردی با فرهنگ و اهل عرفان و مشوق علم و صنعت و در گسترش آئین اسلام کوشا بود. بنابر نوشته جوینی و عوفی، به فارسی شعری سروده و رباعیاتی دارد و به فضیلت مشهور بوده‌است. سلطانی مشهور و سیاستمدار بود. نام او را رشیدالدین محمد وطواط بلخی در اشعار فارسی و عربی خود ثبت کرده‌است. رشیدالدین به دستور اتسز به تألیف کتاب (حدائق السحرفی دقایق الشعر) پرداخته و نیز ادیب صابر و امیر معزی و خاقانی شروانی او را مدح کرده‌اند. اتسز ۲۹ سال شاه خوارزم بود و از این مدت ۱۶ سال آن را به سرکشی و طغیان و استقلال‌طلبی گذراند. او به علت ابتلا به فلج در ۶۱ سالگی درگذشت، وی علاوه برداشتن القابی مانند علاءالدین، بهاءالدین، ابوالمظفر و حسام امیرالمؤمنین به علت جنگ با ترکان کافر به صفت غازی نیز موصوف بود. پس از مرگ او پسرش ایل ارسلان —  خوارزمشاه به سلطنت رسید.

## روابط اتسز با سلجوقیان
روابط میان خوارزمشاهیان و سلجوقیان را می‌توان به دو دوره تقسیم کرد: دورهٔ اول از انوشتکین غرچه، جد بزرگ خوارزمشاهیان، تا اواسط حاکمیت اتسز خوارزمشاه و دورهٔ دوم از اواسط حاکمیت اتسز تا دورهٔ سلطان تکش که با حذف طغرل سوم منجر به فروپاشی قدرت سلجوقیان عراق گردید. انوشتکین غرچه در زمان ملکشاه سلجوقی مقام تشت داری و والیگری خوارزم را دریافت کرد؛ بنابراین قطب الدین محمد و فرزندش، اتسز، قدرت خویش را مدیون کمک و لطف سلاطین سلجوقی، چون ملکشاه وسنجر می‌دانستند، روابط، حاکی از آن بود دوستی و فرمانبرداری نسبت به آن‌ها داشتند. اما در دورهٔ دوم حاکمیت اتسز که شروع آن سال ۵۳۰ ه‍.ق بود با خروج او از دربار سلطان سنجر است که سرآغاز تیرگی روابط اتسز و سلطان تکش با سلاطین سلجوقی بود. اتسز با فتح اراضی و تحت نفوذ درآوردن ترکان آن مناطق، استقلال طلبی خود را نسبت به سلاطین سلجوقی آشکار و نمایان ساخت و به مصادره و توقیف اموال افراد سلطان سنجر در خوارزم پرداخت.

## روابط اتسز با خلافت عباسی
سیاست اصلی خلافت عباسی عبارت بود از: بازیابی قدرت سیاسی در سرزمین‌های مختلف قلمرو اسلامی و تضعیف رقبای سیاسی از طریق تحریک و تحریض امراء و حکمرانان علیه یکدیگر و در حقیقت خلفا با استفاده از تدابیر غیرنظامی برای احیای قدرت سیاسی و افزایش منابع خود کوشش می‌کردند. چنان‌که برخی از منابع اقدامات نظامی اتسز علیه سنجر سلجوقی را ناشی از تحریکات خلفا می‌دانند «خلفای عباسی از آنجا که از سلاجقه جفا دیده بودند، نامه‌های فراوانی نوشتند و اتسز را تحریک کردند».

## روابط اتسز و قراختاییان
قراختاییان طایفه‌ای از زردپوستان ساکن اراضی شمال کوه‌های تیانشان بودند. در تمام دورهٔ زمامداری اتسزخوارزمشاه، از آنجا که درگیر مشکلات فراوانی بود، نتوانست با قراختاییان برخورد جدی داشته باشد و خود را از سلطه آنان آزاد سازد. او نه تنها با سنجر درگیر بود، بلکه قلمرو حکومتش از طرف شمال مورد تهدید ترکان بوزقیر که هنوز به آیین اسلام درنیامده بودند، قرار داشت. علاوه بر این غوریان نیز در این هنگام قدرت بسیاری پیدا کرده بودند؛ بنابراین حکومت خوارزمشاهیان در دورهٔ اتسز، یکی از خراج‌گذاران قراختاییان به حساب می‌آمد. این رابطه تا حاکمیت پسر اتسز ایل ارسلان ادامه یافت.

## حیات سیاسی اتسز
دورهٔ حکومت اتسز را بایستی به دوقسمت تقسیم نمود: قسمت اول که از ۵۲۲ تا۵۳۰ ه‍.ق ادامه داشت؛ که حوادث مهمی که اهمیت قابل توجهی داشته و ضبط شده باشد در منابع وجود ندارد ولی دوره‌ای بود که مانند پدر مطیع و فرمانبردار سلطان سنجر بود که مورد لطف و کمال سلطان واقع شد به حدی که مورد حسادت سایر امراء واقع گردید. از جمله حوادثی که در تشدید حسادت رقیبان بسیار مؤثر بود سفر سلطان سنجر در سال ۵۲۴ ه‍.ق به ماوراءالنهر می‌باشد علت تزاید روزافزون مقام اتسز در نزد سلطان سنجر این بود که هنگامی که سلطان جهت خاموش ساختن عصیان والی ماوراءالنهر که درحوالی بخارا اقامت داشت روزی به قصد شکار عازم صحرا شده‌ای از ملازمان سلطان قصد هلاک او را داشتند. اتسز متوجه این جریان شد و خود را به شکارگاه سلطان رسانید و به هر ترتیبی که بود سلطان را نجات داد. هنگامی که اتسز متوجه آتش حسادت سایر بزرگان شد در پی فرصت بود که جان خود را خلاصی داده و از خدمت سلطان مرخصی حاصل نماید تا آنکه اتسز عازم خوارزم شد یا اینکه رقباء اتسز که قصد هلاک او را به وسیله سلطان داشتند، لیکن سلطان به سپاس حقوق حاضر نشد اتسز را از میان بردارد تا آنکه اتسز پس از ورود به خوارزم به پیروی از شیوه خود دست به طغیان و تمرد زد. از این تاریخ به بعد دورهٔ دوم سلطنت او آغاز شد؛ و در سال ۵۳۳ سلطان سنجر به قصد روشن کردن تکلیف با اتسز به خوارزم رفت خوارزمیان نیز صف آراستند، اما اتسز با دریافت این واقعیت که قدرت پایداری در برابر سنجر را ندارد عقب‌نشینی کرد. اتلیغ پسر اتسز در این رویارویی دستگیر و به فرمان سنجر به دو نیم شد. سنجر پس از سپردن خوارزم به سلیمان شاه به خراسان بازگشت اما سلیمان از اتسز شکست خورد و خوارزم را ترک کرد. اتسز در خوارزم به مال و اموال فراوانی دست یافت و به مقامی رسید که به خود عنوان پادشاهی داد و در سال ۵۳۵ نام سلجوقیان را از خطبه و سکه‌ها برانداخت. سپس به سرخس و مرو شاهجان حمله کرد. اهالی مرو در برابر او پایداری کردند و او بسیاری از مردم آن شهر از جمله علمای بزرگی چون ابراهیم مروزی و… را کشت و بسیاری از دانشمندان شهر را نیز به اسارت برد. سپس به نیشابور حرکت کرد گروهی از فقها و علمای نیشابور نزد او رفتند و از اتسز خواهش کردند که آنچه با مردم مرو کرده بااهل نیشابور نکند اتسز به این شرط پذیرفت که دستش در تصرف و ضبط اموال هواداران سلطان سنجر باز باشد و دستور توقف خطبه خواندن را از نام سلطان سنجر به نام خود داد. خوارزمشاه سپاهی به بیهق فرستاد و سپاهیان او به مدت پنج روز مردم آن شهر را کشتند سپس به کشتار و غارت مردم دیگر شهرهای خراسان پرداختند. سلطان سنجر چندین بار برای سرکوبی اتسز عازم خوارزم شد و در سال ۵۳۸ اتسز دیگر تاب مقاومت در مقابل سپاهیان سلطان را نداشت از سلطان عذرخواهی کرد و باارسال هدایا درخواست عفو نمود سلطان نیز او را بخشید و حکومت خوارزم را به او واگذار کرد. اقدامات اتسز برای بنیان‌گذاری و تحقق استقلال حکومت خوارزمشاهیان با وجود سلطانی مقدور چون سنجر شایان توجه است. جوینی فتوحات فراوان وی و نیز خدمات او را در نزد سلاجقه یادآور می‌شود که نشان دهنده فعالیت و تلاش شدید اتسز در بین اقوام ترک چادرنشین می‌باشد. سومین جنگ سنجر با خوارزم در شوال ۵۴۲ بود که بطرف شمال حرکت کرد این بار اتسز از تجربیات دفعات قبل استفاده کرد و محل برخورد را محلی انتخاب کرد که از محکم‌ترین مواضع خوارزم بود و بنابر نوشته یاقوت اطرافش از هر طرف بوسیلهٔ آب محصور شده بود و فقط معبر باریکی داشت و این محل مناسب قلعه هزار اسب بود. محاصره این قلعه دو ماه طول کشید. در لشکر سنجر بزرگترین شاعر ایران انوری و در اردوی اتسز از شاعران بزرگ این عصر رشید وطواط حضور داشتند به همین علت این جنگ در تاریخ ادبیات ایران بسیار مشهور می‌باشد. سلطان پس از نزدیک به یک ماه محاصره و تعرض‌های متوالی  هزاراسپ  (یا هزاراسب) را تصرف کرد. اتسز همچنین قلعه آمویه را که مشرف به جیحون و کوتاهترین راه بین منطقه خوارزم و مرو بود تصرف کرد و این قلعه را که در جنوب استحکامات هزار اسب قرار داشت به صورت قرارگاهی مستحکم درآورد. این اقدام نشان می‌دهد که اتسز قبل از هر اقدامی متوجه تأمین امنیت کشور خویش بوده‌است. اتسز زمانی که سلطان سنجر گرفتار ترکان غز شده بود پیمان‌شکنی کرد و به جای یاری رساندن به سنجر با میل باطنی روی به خراسان آورد که درغیاب سنجر با خوارزمشاهیان رکن الدین محمد خواهرزاده سلطان دربارهٔ تعیین جانشین سنجر مشورت نماید و در همین موقع سلطان سنجر با مساعدت امیر عماءالدین قماج از دست ترکان غز خلاص شد و به ترمذ آمد. سپس اتسز عازم خراسان شد اما اجل مهلتش نداد و در سال ۵۵۱ در شهر قوچان درگذشت